# Scartamento ferroviario

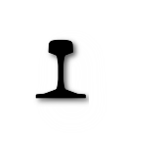
Sezione trasversale di rotaia; la parte in alto è detta "fungo".

Lo scartamento ferroviario è la distanza tra i lembi interni del fungo delle due rotaie di un binario ferroviario o tranviario, misurata fino a 14 mm sotto il piano di rotolamento.

## Storia
Nel passato in alcuni paesi fu in uso un metodo di misurazione dello scartamento ferroviario che considerava la distanza tra asse e asse delle due rotaie. In Francia fu adottato un valore di 1500 mm misurati tra le due mezzerie, misura che non dava problemi di circolabilità dei rotabili nelle linee come quelle della Germania, che adottavano la misurazione dello scartamento di 1435 mm effettuata all'interno.

Confronto di vari calibri ferroviari nel mondo

Fu la mancanza di regole comuni che portò a molte delle differenze esistenti, in quanto alcune reti misuravano lo scartamento in mezzeria, altre sui bordi interni e talvolta a fianco su quelli esterni. L'uso di sistemi di misura non decimali come quello britannico produceva il resto: lo scartamento Stephenson, divenuto in seguito lo scartamento normale o standard è infatti corrispondente a 4 piedi e 8 ½ pollici, diffuso in Europa, Cina, Stati Uniti d'America e Messico che, convertito nel sistema decimale, fornisce 1435 millimetri.
Non è molto chiara l'origine della misura adottata da George Stephenson, che scelse lo scartamento da 1435 mm per la linea ferroviaria Stockton-Darlington, ma è molto probabile che abbia fatto riferimento allo "scartamento" (carreggiata) delle carrozze e dei carri in uso al suo tempo nelle strade.
Si ritiene che la nascita delle prime rudimentali rotaie di legno, che erano semplicemente dei canali cavi in legno che alloggiavano la ruota, sia avvenuta nel XVI secolo in alcune miniere di carbone del Tirolo e, in seguito, nel 1696 nel Regno Unito nelle miniere di Newcastle. L'uso di rotaie di legno permetteva semplicemente alle ruote di non sprofondare nel fango; la soluzione si diffuse in fabbriche e cantieri a seguito della rivoluzione industriale. Successivamente, per l'uso intenso delle zone industriali si pensò di foderare il canale di legno con lamiere metalliche per diminuirne l'usura. 
In questa fase, infatti, la rotaia era semplicemente un solco rinforzato per evitare lo sprofondamento delle ruote in suoli incoerenti.
La presenza di ruote senza bordino permetteva infatti il transito senza problemi dello stesso carro sia in via guidata che su normale strada.
Di fatto, poi, esistevano già "rotaie" nelle normali strade, coperte di lastre di pietra, dove i profondi solchi prodotti nella pietra (o anche nello sterrato) in decenni (o secoli) di uso imponevano l'uso di scartamenti delle carrozze e quindi di assali strettamente unificati. La circolazione di carrozze con scartamenti diversi dallo standard era infatti molto pericolosa, dato che la vettura poteva facilmente rovesciarsi per il passaggio delle ruote sprofondate in un solco da un lato, quando le altre ruote erano sollevate e fuori dall'altro.
La stessa automobile Ford modello T dovette tenere conto di tale fattore, adottando uno "scartamento" (carreggiata) del tutto compatibile con questo: è da tenere conto, infatti, che le strade, per le prime automobili, recavano spesso tali solchi prodotti dai carri, sia che fossero pavimentate, sia che fossero sterrate.
Con la realizzazione di rotaie rilevate dal suolo ed interamente metalliche fu necessario creare un ritegno affinché la ruota restasse sulla rotaia; furono tentate tutte le soluzioni: doppio bordino, bordino esterno o interno. Un certo Reynold, nel 1780, produsse ruote fornite di bordino esterno.
L'uso di rotaie metalliche per ruote con bordino interno avvenne, sempre in miniera, ad opera di Jessop nel 1789.
È chiaro che i veicoli comunque usati per poter circolare dovevano avere una misura unificata, quindi uno scartamento standardizzato. La scelta della misura standard di 1435 mm per le ferrovie si rivelò alla prova dei fatti un buon compromesso nell'applicazione della tecnologia ferroviaria, consentendo di raggiungere una buona velocità in rettilineo e, contemporaneamente, avere raggi di curvatura non eccessivi, che avrebbero reso difficile la realizzazione in territori montagnosi o in tracciati tortuosi. 
Furono comunque fatti tentativi per diversificare lo scartamento; la inglese Great Western Railway iniziò a costruire ferrovie con scartamento di 2140 mm, tale da permettere, con una spesa solo leggermente superiore, una capacità di carico assai superiore. L'insuccesso dello scartamento largo della Great Western Railway fu determinato tuttavia dalla necessità di trasbordare le merci nei punti di incontro fra ferrovie a scartamento largo a quelle a scartamento normale. Quest'ultimo si era enormemente diffuso e fu scelto come standard nel 1845 da una commissione parlamentare inglese, che ne raccomandò l'adozione per le linee ferroviarie in costruzione. La GWR fu costretta per l'insuccesso economico a trasformare le sue linee a scartamento normale, operazione che terminò prima della fine del XIX secolo.
Anche in stati come la Spagna, che hanno scartamento maggiore per le linee ordinarie nazionali, è in corso l'adozione dello scartamento standard di 1435 mm.
L'adozione di uno scartamento unificato ha avuto indubbi vantaggi, soprattutto se si considera l'evidente facilità di trasporto senza trasbordi, ma anche la facilità di costruire vagoni, mezzi di trazione, di armamento e di segnalazione compatibili tra loro, tale da avere prodotti collaudati e, concordando le opportune tecnologie, economie produttive di scala sempre più consistenti.
Tale sistema, codificato nella norma UIC (Union internationale des chemins de fer), è divenuto tale da permettere il trasferimento internazionale dei mezzi ferroviari, data la loro perfetta intercambiabilità, ma anche la interoperabilità, cioè la possibilità di operare (spazi operativi, sistemi di fissaggio, segnalamento, dispositivi di sicurezza), in tutte le nazioni.
All'epoca dell'installazione dei sistemi ferroviari si evidenziò il fatto che uno standard ferroviario così unificato potesse costituire una egualmente agevole via di penetrazione e invasione in caso di guerra. Al momento di adottare un sistema ferroviario, alcuni stati ritennero prudente adottare uno scartamento diverso. Si optò quasi sempre per uno scartamento notevolmente più largo, per evitare l'adattabilità dei mezzi dello scartamento standard: un esempio di questa scelta sono lo scartamento russo o lo spagnolo-portoghese.
La prudenza non è però l'unica causa della scelta di scartamenti diversi: sempre in Spagna si credette, usando uno scartamento maggiore di quello normale, di poter costruire su tale base treni più grandi e di maggior portata. In altri casi si sono scelti scartamenti anomali per errori di coordinamento nella progettazione.
Uno dei motivi per cui la Germania nazista ebbe così tante perdite nella campagna di Russia, e difficoltà nelle azioni, fu l'oggettiva difficoltà di rifornimento di viveri e munizioni per le proprie truppe in territorio russo a mezzo ferrovia. Lo scartamento diverso delle ferrovie sovietiche costringeva al trasbordo dei carichi. Non trascurabile era il dover utilizzare mezzi di trazione a standard russo che, se danneggiati o sabotati, non erano facilmente rimpiazzabili.

## Tipologie
La maggior parte delle ferrovie del mondo (circa il 56% dei km) usa quello di 1435 mm, definito come scartamento normale. Il secondo scartamento più usato è quello russo (1520/1524 mm) con il 18%; seguono con il 7-9% ciascuno gli scartamenti di 1000, 1067 e 1668/1676 mm. Piccole differenze di scartamento non creano problemi, come ad esempio fra Portogallo (1664 mm) e Spagna (1672 mm), ora uniformati a 1668 mm, oppure fra ex Unione Sovietica (1520 mm) e Finlandia (1524 mm).
Convenzionalmente si distingue tra:
- Scartamento largo
- Scartamento normale (ordinario o standard)
- Scartamento ridotto

### Esempi
- India (e stati confinanti), Argentina, Cile: 1676 mm
- Spagna e Portogallo: 1668 mm per le linee tradizionali, 1435 mm (standard) per le linee AV
- Irlanda (compresa Irlanda del Nord), Brasile e Australia: 1600 mm
- Finlandia: 1524 mm
- Russia e ex repubbliche sovietiche, Mongolia, Afghanistan: 1520 mm
- Europa occidentale e centrale, Stati Uniti d'America, Canada, Messico, Australia, Cina, Giappone, Argentina, Arabia Saudita, Israele, Marocco, Tunisia, Iran, Afghanistan: 1435 mm, 1000 mm, 950 mm, 750 mm (a volte 760)
- Giappone, Australia, Sudafrica ed altri stati africani: 1067 mm
- Alcuni stati africani, Asia, Europa: 1000 mm
- Alcune linee pubbliche in Africa, India e linee industriali, circa 4000 km di ferrovie per la raccolta della canna da zucchero nel Queensland: 610 mm (2 piedi)

### Mappa

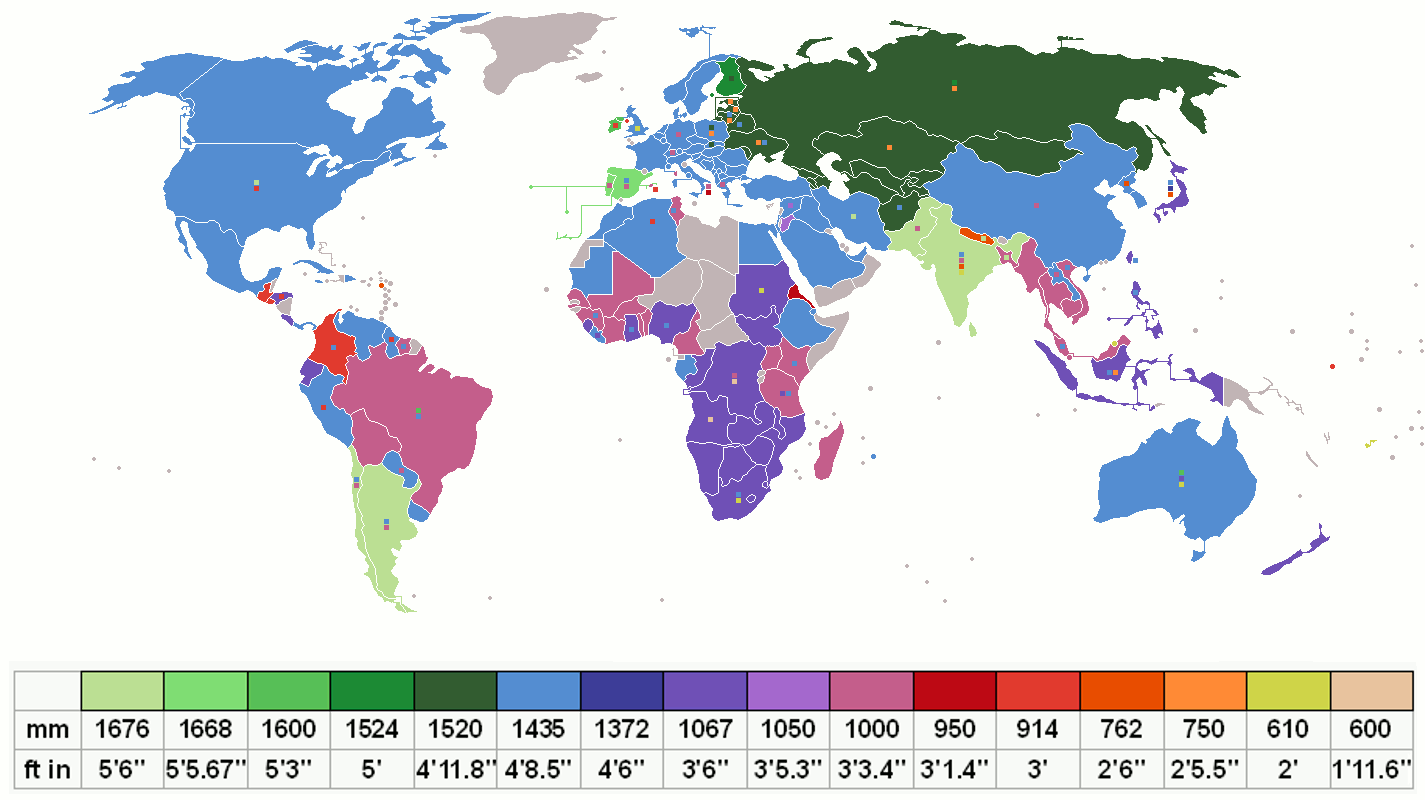
Mappa degli scartamenti ferroviari nel mondo

### Scartamento ridotto
Viene utilizzato da molte linee secondarie, ma anche da tante principali, ed è di misura inferiore (più stretto) di quello standard di 1435 mm; per questo motivo è chiamato scartamento ridotto.
Le misure più utilizzate sono:
- 400 mm, prime ferrovie portatili di Paul Decauville
- 600 mm, ferrovie portatili, industriali, feldbahn
- 610 mm = 2', come sopra e alcune linee pubbliche in Sudafrica e India
- 760 mm, pari a mezza Wiener Klafter (tesa viennese). Questo scartamento venne utilizzato per gran parte delle ferrovie secondarie dell'Impero austro-ungarico, dall'Austria a Trieste, alla Bosnia ed Erzegovina, alla Romania, alla Polonia e spesso viene identificato col termine scartamento bosniaco
- 762 mm = 2' 6", diffuso nel Regno Unito e in molti paesi dell'Impero britannico
- 800 mm, Svizzera, diverse ferrovie private
- 950 mm, detto anche scartamento ridotto italiano. Usato sulle reti circumvesuviana e circumetnea e in quasi tutte le altre ferrovie a scartamento ridotto italiane, ma anche in quelle costruite in Libia, Eritrea e Somalia (ex-colonie italiane), dove furono esportati materiale rotabile e armamento; la misura di 950 mm (interni alle rotaie) riferiva al sistema di misura francese, che considerava gli scartamenti all'asse della rotaia, in tal caso di 1000 mm.
- 1000 mm, scartamento metrico, utilizzato in Italia per la linea Trento-Malé-Mezzana, la Genova-Casella, la Domodossola-Locarno, la ferrovia del Renon, la linea tranviaria Trieste-Opicina e le ex tramvie di Genova e, diffusamente, in Svizzera
- 1067 mm = 3' 6", detto anche Cap Gauge, dalle iniziali del nome del suo introduttore (Carl Abraham Pihl), usato a Città del Capo ed in genere in Africa meridionale, in Australia ed in Giappone (esclusa la rete Shinkansen, che è a scartamento normale). Permette velocità minori dello scartamento normale, anche se in Australia un treno a 1067 mm di scartamento raggiunge regolarmente i 170 km/h.

Le ragioni tecniche dello scartamento ridotto risiedono nel fatto di poter progettare curve con raggio inferiore rispetto a quanto sarebbe possibile nello scartamento standard, senza penalizzare eccessivamente la prestazione delle locomotive. Tale fatto è legato alla resistenza al moto dei veicoli ferroviari, le cui ruote sono collegate ad assale rigido e, pertanto, nelle curve di raggio inferiore ad un certo valore limite, una delle due ruote dell'assale è costretta a strisciare sulla rotaia, dissipando energia e causando un notevole incremento dello sforzo di trazione. Il valore-limite del raggio di curvatura al di sotto del quale si innesca lo strisciamento e l'entità dello strisciamento stesso (e dello sforzo di trazione aggiuntivo che ne deriva) dipendono direttamente dal diametro delle ruote e dallo scartamento del binario.
Nelle reti ferroviarie tradizionali, quindi, ove è in uso l'assale rigido, si preferivano adottare veicoli con ruote piccole e binari a scartamento ridotto in tutti quei territori montani dove la progettazione di un percorso tortuoso poteva consentire minor spesa in termini di costruzioni civili (ponti, gallerie), meglio adattandosi all'orografia accidentata del terreno. Nelle ferrovie a scartamento ridotto anche gli spazi operativi sono ridotti (ad esempio le lunghezze impegnate dagli scambi); tali economie di spazio sono importanti in percorsi in zone disagiate e con spazi limitati, permettendo l'incrocio dei convogli con opere di minor costo.
Lo scartamento ridotto consente quindi economie di costruzione, ma pone problemi di rottura di carico (necessità di trasbordi) nei confronti del resto della rete ferroviaria a scartamento normale ed inoltre limita le velocità di esercizio, limita la quantità di carico trasportabile per la minore superficie di supporto dei binari, per la presenza di curve dal raggio inferiore e, talvolta, per la minore stabilità dei veicoli sul binario.

## Scartamenti
Scartamento ridotto industriale (260 mm - 643 mm): ferrovie industriali, minerarie, da giardino, Decauville
- 260 mm: Regno Unito (Wells Harbour Railway, Isle of Mull Railway, Wells and Walsingham Light Railway)
- 305 mm: USA (Sonora Short Line, California), Russia (Krasnojarsk, ferrovia dei bambini)
- 311 mm: Regno Unito (ferrovia di Fairbourne), Francia (Réseau Guerlédan)
- 381 mm: Regno Unito (Romney, Hythe and Dymchurch railway)
- 406 mm: Regno Unito (Great Laxey Mines), USA (ferrovie dei luna park)
- 558 mm: Irlanda (birreria Guinness), Repubblica Dominicana, Messico (Ferrovia mineraria El Progresso)
- 597 mm: Regno Unito (Ffestiniog Railway)
- 600 mm: Angola (Caminho de ferro do Ambohim)
- 603 mm: Regno Unito (Festiniog & Blaenau Rly)
- 610 mm: Sudafrica (Avontuur-Port Elizabeth e diramazione per Patensie), India (Darjeeling Hymalaian Railway, Matheran-Neral)

Scartamento ridotto ferrotranviario (650 mm - 925 mm): piccole ferrovie di montagna, militari, secondarie, tranvie a vapore
- 686 mm: Regno Unito (Talyllyn Railway)
- 750 mm: Argentina (Rio Turbio), Bolivia (tram Cochabamba), ex-URSS
- 760 mm: bosniaco ex Impero austro-ungarico, Balcani, Italia (Val Gardena, Val di Fiemme)
- 762 mm: Australia, Cina, Cuba, India, Indonesia (ferrovie industriali), Giappone, Corea del Nord, Pakistan, Sierra Leone, Sri Lanka, Taiwan
- 785 mm: Danimarca, Germania (Rhein-Sieg-Eisenbahn), Polonia (Slesia)
- 791 mm: Danimarca (Faxe Jernbane)
- 800 mm: Svizzera (diverse ferrovie private)
- 826 mm: Regno Unito (Volks Electric Rly.)
- 891 mm: Svezia (Roslagsbanan e ferrovie museo e private)
- 900 mm: Austria (rete tranviaria di Linz), Portogallo (rete tranviaria di Lisbona), Cina (ferrovie minerarie)
- 910 mm: Spagna (tram di Soller), Uruguay
- 914 mm: Regno Unito (Ravenglass and Eskdale Railway), Spagna (linea Palma-Soller-Porto del Soller nell'isola di Palma de Maiorca), Canada (White Pass and Yukon Route)[4], Colombia, Stati Uniti (Stato del Colorado: Cumbres and Toltec Scenic Railroad e Durango & Silverton), Guatemala, Nauru, Perù
- 925 mm: Germania (rete tranviaria di Chemnitz)

Scartamento ridotto metrico (950 mm - 1000 mm): ferrovie di montagna, secondarie, tranvie, metropolitane leggere e metrotranvie
- 950 mm: metrico italiano[5] Italia (Ferrovie della Sardegna, Ferrovia Appennino Centrale, ferrovia Circumetnea, Circumvesuviana, Ferrovie Calabro Lucane, ferrovia Roma-Giardinetti (ex ferrovia Roma-Fiuggi-Alatri-Frosinone), tranvia di Sassari, rete tranviaria di Cagliari) ed Eritrea (ferrovia Massaua-Asmara[6]).
- 955 mm: Svizzera (funicolari)
- 980 mm: Georgia (funicolare di Tbilisi)
- 1000 mm: Italia (ferrovia Domodossola-Locarno, ferrovia Genova-Casella, ferrovia del Renon, ferrovia Trento-Malé-Mezzana, tranvia di Opicina), Svizzera, Francia, Spagna, diffuso in Africa, Asia e Sud America[7].

Scartamento ridotto (1050 mm - 1425 mm): ferrovie di montagna, secondarie, tranvie
- 1050 mm: Giordania
- 1055 mm: Algeria
- 1067 mm: Cap Gauge[8] principalmente in Africa (circa il 62% delle linee), ma anche in Centro America, Sud America, Giappone (tranne linee ad alta velocità), Australia (Queensland, Tasmania, Australia Occidentale), Canada (Nuovo Brunswick fino al 1880, Terranova fino al settembre 1988), Cable Cars di San Francisco, tram di Hong Kong
- 1200 mm: Italia (ferrovia a cremagliera Principe-Granarolo), Svizzera (ferrovia a cremagliera Rheineck-Walzenhausen)
- 1270 mm: Russia (funicolare di Soči)
- 1372 mm: Giappone (tram, alcune ferrovie private)
- 1422 mm: Regno Unito (Liverpool & Manchester)[9]

Scartamento ordinario (1430 mm - 1445 mm): linee principali, tranvie, metropolitane
- 1432 mm: Algeria, Regno Unito (metropolitana di Londra), alcune linee della Mass Transit Railway di Hong Kong
- 1435 mm: scartamento Stephenson: Europa, Cina, Stati Uniti, Messico, Australia, ecc. - Il 56% delle linee ferroviarie di tutto il mondo utilizza questa misura
- 1440 mm: Austria (rete tranviaria di Vienna), Francia (metropolitana di Parigi)
- 1445 mm: Italia (la maggior parte dei tram), Spagna (metropolitana di Madrid)

Scartamento largo (1495 mm - 2743 mm): linee principali, tranvie, applicazioni particolari
- 1520 mm: Largo russo: ex URSS, Mongolia, in passato alcune linee in America
- 1524 mm: Finlandia
- 1588 mm: USA (reti tranviarie di Pittsburgh, Filadelfia, New Orleans)
- 1600 mm: Irlandese: Irlanda, Irlanda del Nord, Brasile, Australia (Victoria)
- 1668 mm: Spagnolo-portoghese, Spagna e Portogallo (unificato negli anni ottanta, in origine 1674 e 1664 rispettivamente)
- 1676 mm: Indiano: India, Bangladesh, Cile, Iran, Pakistan, Sri Lanka, Regno Unito (Arbroath & Forfar), Argentina, USA (BART, Missouri Pacific)
- 1760 mm: Indonesia
- 1800 mm: Germania (funicolare Obsfelderschmiede-Lichtenhain)
- 2000 mm: Regno Unito (CairnGorm Mountain Railway)
- 2134 mm: Portogallo (Isole Azzorre)
- 2140 mm: Great Western Railway, Regno Unito
- 2440 mm: USA (loggin RLY nell'Oregon, anni 1880)
- 2533,5 mm: Italia (funicolare della ferrovia marmifera di Lasa)
- 2743 mm: Giappone (funicolare Kyoto-Canale del Lago Biwa)

Scartamento ferroviario per applicazioni particolari
- 3000 mm: futura rete ferroviaria del Grande Reich, immaginata da Hitler, ma mai realizzata
- 5486 mm: Regno Unito (Brighton and Rottingdean Seashore Electric Railway, 1896-1901)
- 6000 mm: USA (gru del porto di Charlestown)
- 8200 mm: Austria (pendenza di Laerchwand)
- 9000 mm: Russia (Krasnojarsk HEP, trasferimento navi)

Altre misure sono utilizzate per i binari delle stazioni di lancio dei vettori spaziali, per gru portuali o industriali.